# Dean Butler
Dean Butler, född den 26 januari 1977 i Warwick, Queensland, är en australisk landhockeyspelare.
Han tog OS-guld i herrarnas landhockeyturnering i samband med de olympiska landhockeytävlingarna 2004 i Aten.